# ناوبری رادیویی
ناوبری رادیویی (به انگلیسی: Radio navigation) به استفاده از سیگنال‌های رادیویی برای یافتن موقعیت بر روی کرهٔ زمین گفته می‌شود.